# Bottenbach
Bottenbach település Németországban, Rajna-vidék-Pfalz tartományban. Lakosainak száma 731 fő (2023. december 31.).

## Népesség
A település népességének változása:
| Lakosok száma | 691  | 748  | 745  | 744  | 735  | 738  | 731  |
|               | 1975 | 2014 | 2017 | 2019 | 2021 | 2022 | 2023 |